# Allboom
Allboom (илити Албум) је други студијски албум црногорске групе Monteniggers који је издат 1998. године за Комуну на аудио-касету и -у.

## Списак песама
| №   | Назив                                 | Текст                      | Трајање |  |
| 1.  | Интро                                 | Предраг Поповић            |         |  |
| 2.  | Страшило                              | Игор Лазић                 |         |  |
| 3.  | 2028 (Ко то зна)                      | Игор Лазић                 |         |  |
| 4.  | Jean Claude                           | Игор Лазић                 |         |  |
| 5.  | Што ја имам с тим                     | Игор Лазић                 |         |  |
| 6.  | Тако ти је - како ти је               | Игор Лазић                 |         |  |
| 7.  | Ај... ај... (Па се кроз град зајебај) | Игор Лазић                 |         |  |
| 8.  | Робот                                 | Игор Лазић и Раде Пејовић  |         |  |
| 9.  | Ко је спрштио баба Јоку на џаду?      | Душко Николић              |         |  |
| 10. | Вољели би да си ту                    | Игор Лазић                 |         |  |
| 11. | ???                                   | Игор Лазић и Душко Николић |         |  |